# The Soul Vibrations of Man
The Soul Vibrations of Man ist ein Jazzalbum von Sun Ra. Die im November 1977 im Jazz Showcase in Chicago entstandenen Aufnahmen erschienen 1978 auf Saturn Research. 2011 wurden die Aufnahmen als LP bei Saturn Research, am 26. Januar 2016 in von Michael D. Anderson und Irwin Chusid restaurierter Form als Download bei Enterplanetary Koncepts wiederveröffentlicht.

## Hintergrund
Die Aufnahmen zu The Soul Vibrations of Man fanden zeitgleich zu Taking a Chance on Chances im Jazz Showcase in Chicago statt, rund einen Monat nach den in New York entstandenen Aufnahmen zu den Alben Some Blues but not the Kind That’s Blue und Unity. Beide Alben wurden kurz nach der Aufnahme bei einem Auftritt im November 1977 veröffentlicht. In Anbetracht der raschen Veröffentlichung dieser beiden Alben ist die mystische Coverillustration für Soul Vibrations of Man ziemlich aufwendig gestaltet, was (mit einigen bemerkenswerten Ausnahmen) in den 1970er-Jahren keine übliche Praxis für Sun Ras Saturn-Veröffentlichungen war, schrieb Irwin Chusid in den Liner Notes. Die meisten Saturn-LPs erschienen in leeren – wenn auch oft von Hand verzierten – Hüllen. Der Gestalter des Frontcovers von Soul Vibrations ist bislang nicht identifiziert.
Auf den Schallplattenhüllen von Soul Vibrations of Man standen keine Tracktitel, nur der Albumtitel zusammen mit den kryptischen Hinweisen „Side A, Part I, Volume VII“ und „Side B, Part II, Volume VII“. Die Tracktitel wurden später von den Ra-Diskografen Robert Campbell und Christopher Trent in Absprache mit dem (bei der Aufnahme beteiligten) Trompeter Ahmed Abdullah ermittelt. Campbell meinte: „Vol. VII sieht für mich einfach nach einer [Ra] günstig [erscheinend]en Nummer aus.“
Die beiden Alben scheinen weitgehend nach Komponisten getrennt worden zu sein: Während The Soul Vibrations of Man ausschließlich aus Ra-Eigenkompositionen besteht, enthält Taking a Chance on Chances mit Ausnahme des Titeltracks Coverversionen von vielen von Ras beliebtesten und oft gespielten Standards, wenn auch mit ständig wechselnden Anordnungen.

## Titelliste
- Sun Ra: The Soul Vibrations of Man (Saturn Research 771)[3]

1. Part I, Volume VII
2. Part II, Volume VII

- Sun Ra: The Soul Vibrations of Man (Saturn Research 771; Reissue)
  - Part I, Volume VII

A1 Sometimes the Universe Speaks

A2 Pleiades

A3 Third Heaven / When There Is No Sun
- - Part II, Volume VII

B1 Halloween in Harlem

B2 Untitled Improvisation / The Shadow World

- Sun Ra – The Soul Vibrations of Man (Enterplanetary Koncepts)[4]

1. The Soul Vibrations Of Man 4:32
2. Sometimes The Universe Speaks 2:04
3. Pleiades 4:39
4. Space Chant (Third Heaven) 6:04
5. Halloween in Harlem 5:12
6. The Shadow World 16:24

Die Kompositionen stammen von Sun Ra.

## Rezeption
Dies seien keine Alben in Studioqualität, meinte Reissue-Co-Produzent Irwin Chusid; und es gebe auch viele [editorische] Mängel. Für erfahrene Ra-Fans würden der grobe Klang und die abgehackten Bearbeitungen keine Überraschung sein, noch werden sie die eigenwilligen Darbietungen verdecken, die in die Aufnahmen eingebettet sind. Es sei eben ein typisch eklektischer Mitschnitt: lockere Improvisation, miteinander verschmolzene Flöten [„Pleiades“], eindringliche Bläser [„Halloween in Harlem“] und rastlose Perkussion [„Sometimes the Universe Speaks“] inmitten von „Weltraum“-Gesängen [„Space Chant (Third Heaven)“], kosmischen Predigten und Balladen. Wie so oft bei Ra zeige dies alles andere als Konsistenz und Berechenbarkeit.
Der Kritiker von Rock Salted meinte, auf der ersten Seite der Original-LP sei „eine Menge seltsames Zeug, das sich herumschlängelt und dann mit einem „Weltraumgesang“ endet, der den typischen Ra-Afrofuturismus mit Teilen eines Gospel-Songs vermischt („I Got Shoes“ alias „Walk Over God's Heaven“ usw.)“. Auf Seite zwei der LP gebe es dann einige Bläser-Arrangements, die im Gegensatz zu so ziemlich allem bis zu diesem Punkt tatsächlich einstudiert oder ausgeschrieben erscheinen; das Ganze ende dann aber mit einem feurigen, kreischenden Saxophonspiel von einem oder beiden der Altsaxophonisten des Arkestra, dann spiele Ra auf den Keyboards. Auch wenn dies die intime Anmutung einer zwanglosen Live-Show habe, scheint es [musikalisch] erst auf Seite zwei wirklich lohnenswert zu werden; doch dies sei nichts für Ra-Neulinge.